# Ain't That A Kick In The Head
Ain't That A Kick In The Head är en låt skriven 1960 av Sammy Cahn och Jimmy Van Heusen. Den har spelats in av bland andra Dean Martin, Robbie Williams och Westlife. Westlifes version släpptes 1 november 2004, dock endast i Belgien och Storbritannien samt östasiatiska stater i Stilla havet. Låten har använts i datorspelen Mafia II och Fallout: New Vegas.